# كلير فريزر
كلير فريزر (بالإنجليزية: Claire Fraser)‏ هي شخصية خيالية في سلسلة روايات دخيلة للكاتبة الأمريكية ديانا غابالدون والمسلسل التلفزيوني المقتبس منه. كلير هي الشخصية الرئيسية في الروايات والتي تبدأ أحداثها بعد ستة أشهر من انتهاء الحرب العالمية الثانية في عام 1945 عندما تذهب الممرضة الإنجليزية كلير مع زوجها فرانك راندل في إجازة إلى إسكتلندا، وهناك تلمس حجر سحري يرجع بها إلى عام 1743، حيث تجد في ذلك الزمن المغامرات والرومانسية مع محارب وسيم يدعى جيمي فريزر.
تقوم الممثلة الايرلندية كاتريونا بالف بتجسيد شخصية كلير في المسلسل التلفزيوني دخيلة على قناة ستارز. أداء كاتريونا للشخصية تلقى مديح من النقاد، ورشحت لجائزة زحل لأفضل ممثلة في 2015.